# Meghálaja
Meghálaja (मेघालय hindi nyelven) egy állam Északkelet-Indiában.

## Lakosság
Etnikai megoszlás:
- khasi: kb. 45-49%
- garo: kb. 27-31%
- bengáli: kb. 18%
- nepáli: kb. 8%
- Egyéb kisebb etnikumok: koch, jaintia, hajong, shaikh stb.

Vallási megoszlás 2011-ben:
- keresztény 74,6%
- hindu 11,5%
- törzsi vallású 8,7%
- muszlim 4,4%

A lakosság mintegy fele a khási törzshöz tartozik. Kevés ilyen társadalom van a világon: a hatalmat és a földet csak a nők örökölhetik. A keresztény misszionáriusok, akik sok ászámit, főleg nágát térítettek meg, nehezen jutottak eredményre a khásikkal, akik ragaszkodtak ősi, törzsi hagyományaikhoz és vallásukhoz.

## Városok

### Legnagyobb városok
| Város          | Népesség (2001-ben) |
| -------------- | ------------------- |
| Shillong       | 132 876             |
| Tura           | 58 391              |
| Mawlai         | 38 241              |
| Nongthymmai    | 34 209              |
| Jawai          | 25 023              |
| Pynthorumkhrah | 22 108              |
| Nongstoin      | 22 003              |